# Szivárványos boa

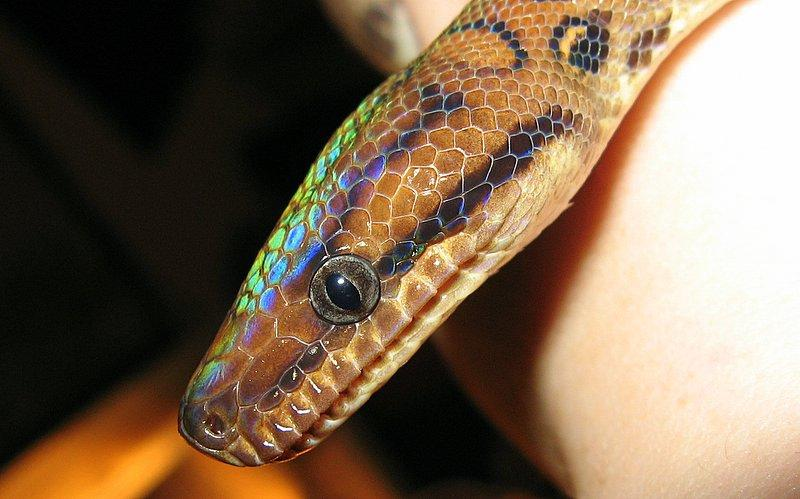
Portré

A szivárványos boa (Epicrates cenchria) a kígyók alrendjébe és az óriáskígyófélék (Boidae) családjába tartozó szárazföldi kígyófaj. A boafélék legkisebb faja, 120–160, kivételes esetben 180 centiméter hosszúságú lehet.

## Előfordulása
Közép-Amerika, a Karib-térség és Dél-Amerika északi, valamint középső területén honos, Patagónia és a nyugati partvidék rövid szakaszát leszámítva Dél-Amerikában mindenhol feltűnik. Élőhelyét esőerdők, száraz erdők, hegyvidéki köderdők, valamint füves szavannák is alkothatják. Élettere változatos, tengerszinten és viszonylag nagy magasságban, esőerdőkben és füves térségeken is előfordulnak. Általában falakók, a faágak közt karcsú testükkel jól mozognak, de a talajon is. A nagy elterjedési terület és az elszigetelt élőhelyek kilenc vagy tíz alfaj kialakulását tették lehetővé. (Az irodalom nem egységes ebben.)

## Alfajai
- Argentin szivárványos boa (Epicrates cenchria alvarezi)
- Caatinga szivárványos boa (Epicrates cenchria assisi)
- Marajo-szigeti szivárványos boa (Epicrates cenchria barbouri)
- Brazíliai szivárványos boa (Epicrates cenchria cenchria)
- Paraguayi szivárványos boa (Epicrates cenchria crassus)
- Perui szivárványos boa (Epicrates cenchria gaigei)
- Keleti szivárványos boa (Epicrates cenchria hygrophilus)
- Kolumbiai szivárványos boa (Epicrates cenchria maurus)
- Felföldi szivárványos boa (Epicrates cenchria polylepis)
- Rio Branco szivárványos boa (Epicrates cenchria xerophilus)

## Megjelenése
Teste általában karcsú, de az egyes változatok alakja eltérhet. Feje keskeny, a fejtető közepén, valamint a szemeken sötét, hosszanti vonal fut végig. Szájuk körül a hőérzékelő szerv gödrei sorakoznak.
A legtöbb alfaj háti mintázata narancsvörös, barnás alapon sötét gyűrűkből, félkörökből áll. Ez alól kivételek a panamai és kolumbiai példányok, ezek egyszínű barnák. A testoldal gyűrűit más néven szemfoltoknak is nevezik. Ezek a fiatal példányokon a legfeltűnőbbek, de színük mindig sötét.
Fényes felületű pikkelyei látszólag simák, azonban mikroszkopikus méretű barázdák (bőrlécek) találhatóak rajtuk, amelyek színeire bontják a rájuk vetülő fényt, ahogy az állat mozog. Pikkelyeinek ezen tulajdonságáról kapta nevét. A legszínpompásabb alfaj a brazíliai szivárványos boa.
A fiatalok színe minden alfajnál sokkal élénkebb, mint a kifejlett példányoké.
Átlagos testhossza 1,5-2 méter.

## Aktivitás, táplálkozás
Főként éjszaka aktív. Madarakkal és kisebb emlősökkel táplálkozik, áldozatukat szorítással ölik meg. Szemük igen nagy, mert esetenként a látásukat is használják vadászatkor.

## Szaporodás
Hároméves korukra válnak ivaréretté. Elevenszülő, ivadékai magzatburkon belül fejlődnek az anya testében, és születésük pillanatában bújnak ki a burokból. 10-30 ivadéka lehet.

## Terráriumi tartás
Az összes szivárványos-boa alfaj tartása nagyjából megegyezik, így ezek az adatok általánosíthatóak az összes alfajra.
Egy kifejlett pár számára elegendő egy 100–120 cm x 50–60 cm x 40–50 cm-es terrárium, amit az állat eredeti élőhelyének megfelelően rendezzünk be.
Aljzatnak használhatunk virágföldet, virágföld-homok keveréket, esetleg fakérget. Mindenképpen alakítsunk ki búvóhely(ek)et.
A nappali hőmérsékletet 28-30 °C-ra állítsuk be, úgy, hogy a terráriumnak legyenek hűvösebb, illetve melegebb részei. A melegebb területeken a hőmérséklet 30-30 °C is lehet. A páratartalom szintén fontos tényező: 75-80% az ideális páratartalom. Ezt naponkénti párásítással tudjuk elérni. Az éjszakai hőmérsékletet lecsökkenthetjük 22-25 °C-ra is. Ajánlott, de nem feltétlen szükséges UV-A, illetve UV-B izzók (csövek) használata.
Friss vízről mindig gondoskodni kell! A vizet helyezzük egy akkora vizes-tálba (ez lehet pl. műanyag cserép-alátét), amelyben az állat kényelmesen el tud feküdni.
A szivárványos boák kisebb emlősökkel (egerek, patkányok), valamint madarakkal táplálkoznak. Nagyon jó étvággyal rendelkeznek, és elég hízékonyak is. A fiatalabb állatokat etessük hetente 2-szer, míg az ivaréretteket elég hetente, kéthetente.

## Szaporítás
A nemek megkülönböztetése külső jegyek alapján igen nehéz, biztos megkülönböztetést csak az ún. szexáló pálca adhat.
A sikeres szaporításhoz egy nagyobb hőingadozás szükséges: a nyári hónapokban ajánlatos az ún. pihenő időszak bevezetése - világítás, páratartalom fokozatos csökkentése - majd az ősz beköszöntével ezen tényezők fokozatos növelése. Ezek betartása mellett jó esély van rá, hogy állataink szaporodni fognak. (előfordulhat, hogy ez a procedúra nem feltétlenül szükséges) A párzási időszak alatt (kb. 2-3 hónap) a hímek nem fogadják el a táplálékot.
Párzás után a nőstényt fokozatosan etessük, bár az utolsó 1-2 hónapban már nem vesz fel táplálékot. Kb. 5-6 hónappal a párzás után világra hozza (átlagosan 10-15 db) ivadékait. A kis boák 35–40 cm-esek.
A kikelt, fiatal állatokat tarthatjuk együtt, egy szüleikéhez hasonló terráriumban. (általában nem jellemző rájuk a kannibalizmus) Az első vedlés után megpróbálkozhatunk az etetéssel, szopós egér formájában.